# Ocampo (Durango)
Ocampo (Durango) é um município do estado de Durango, no México.